# Pireneitega liansui
Pireneitega liansui là một loài nhện trong họ Amaurobiidae.
Loài này thuộc chi Pireneitega. Pireneitega liansui được miêu tả năm 2004 bởi Bao & Chang-Min Yin.